# بارميليو (إزار)
بارميليو هي بلدية في إزار في جنوب شرق فرنسا.